# Zirfaea
Genre
Zirfaea est un genre de mollusques bivalves marins térébrants de la famille des Pholadidae. 

## Liste des espèces
Selon BioLib (19 avril 2024) :
- Zirfaea crispata (Linnaeus, 1758) - Pholade rugueuse
- Zirfaea gabbi (G.W. Tryon)
- Zirfaea pilsbryi Lowe, 1931
- Zirfaea subconstricta Yokoyama, 1924

Selon World Register of Marine Species (19 avril 2024) :
- Zirfaea crispata (Linnaeus, 1758)
- Zirfaea pilsbryi H. N. Lowe, 1931